# Vanity Fair (englisches Magazin)
Vanity Fair war der Titel einer englischen Zeitschrift, die von 1868 bis 1914 erschien.
Die Zeitschrift mit dem Untertitel „A Weekly Show of Political, Social and Literary Wares“ wurde 1868 vom Journalisten Thomas Gibson Bowles gegründet. Sie beschäftigte sich mit der Darstellung von Personen des öffentlichen Lebens und Prominenten des Viktorianischen Zeitalters. Daneben wurden Themen aus den Bereichen Politik, Mode, Literatur und Theater sowie aktuelle Skandale und Affären aufgegriffen.
Viele Beiträge wurden von Bowles selbst unter Pseudonymen verfasst, aber auch berühmte Schriftsteller wie Lewis Carroll und P. G. Wodehouse schrieben Artikel. Bekannt war die Zeitschrift vor allem für ihre ganzseitigen Porträts und Karikaturen wichtiger Persönlichkeiten.
Nach länger andauernden finanziellen Schwierigkeiten wurde die Zeitschrift im Frühjahr 1914 eingestellt.

## Auswahl der erschienenen Karikaturen

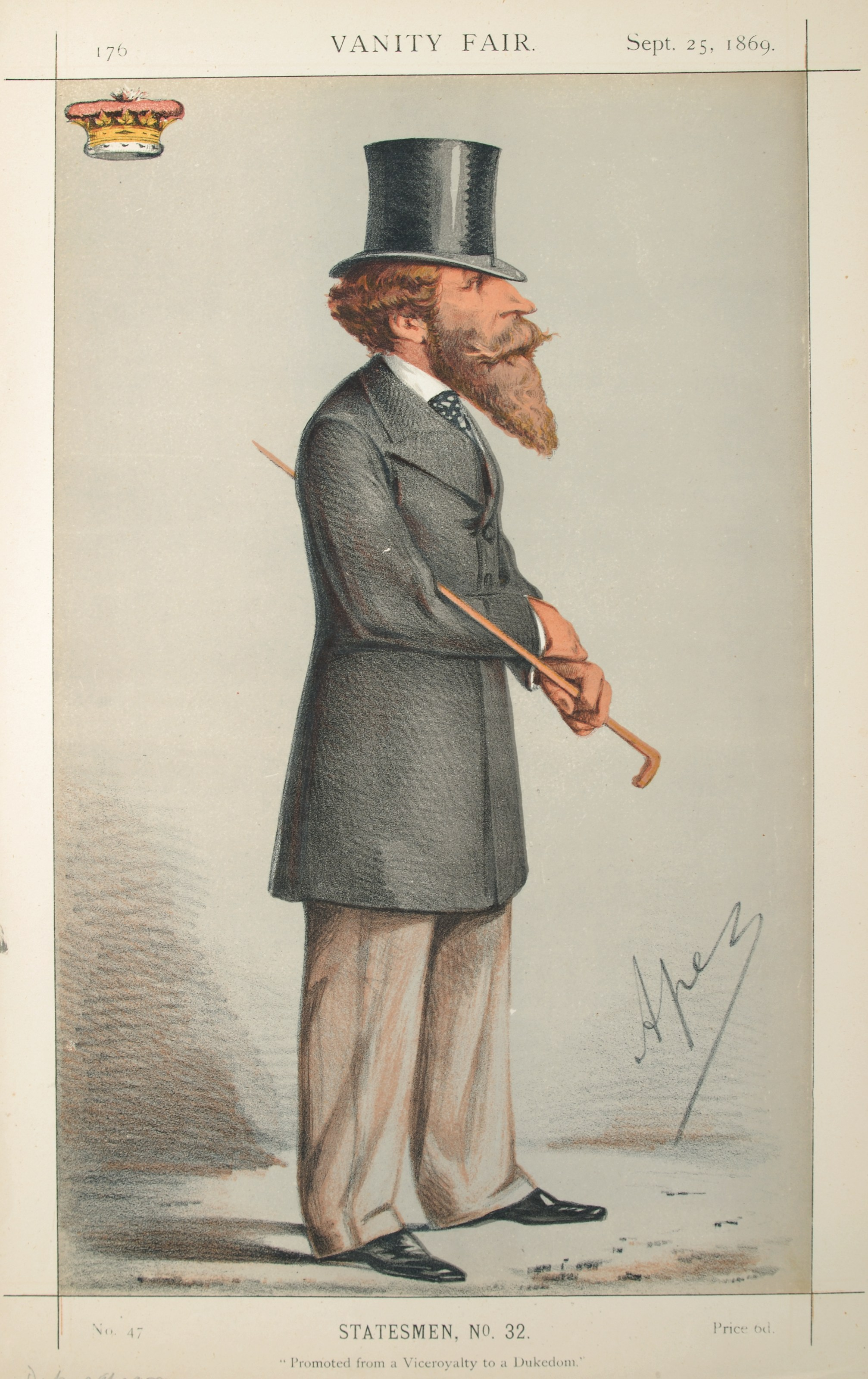
James Hamilton, Ausgabe vom 25. September 1869
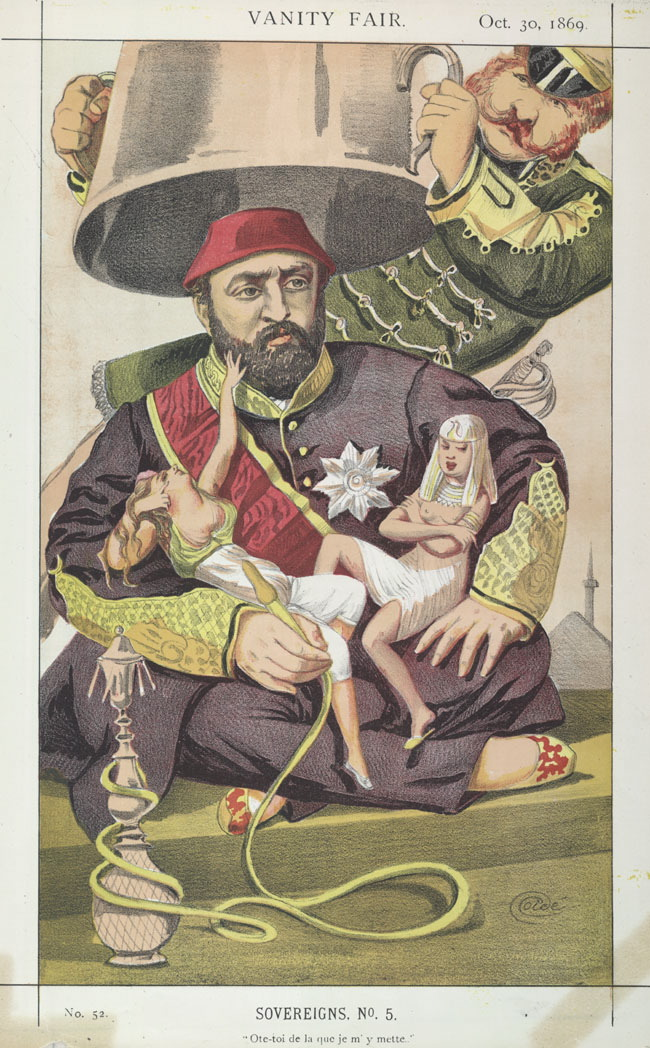
Sultan Abdülaziz von James Tissot, Ausgabe vom 30. Oktober 1869
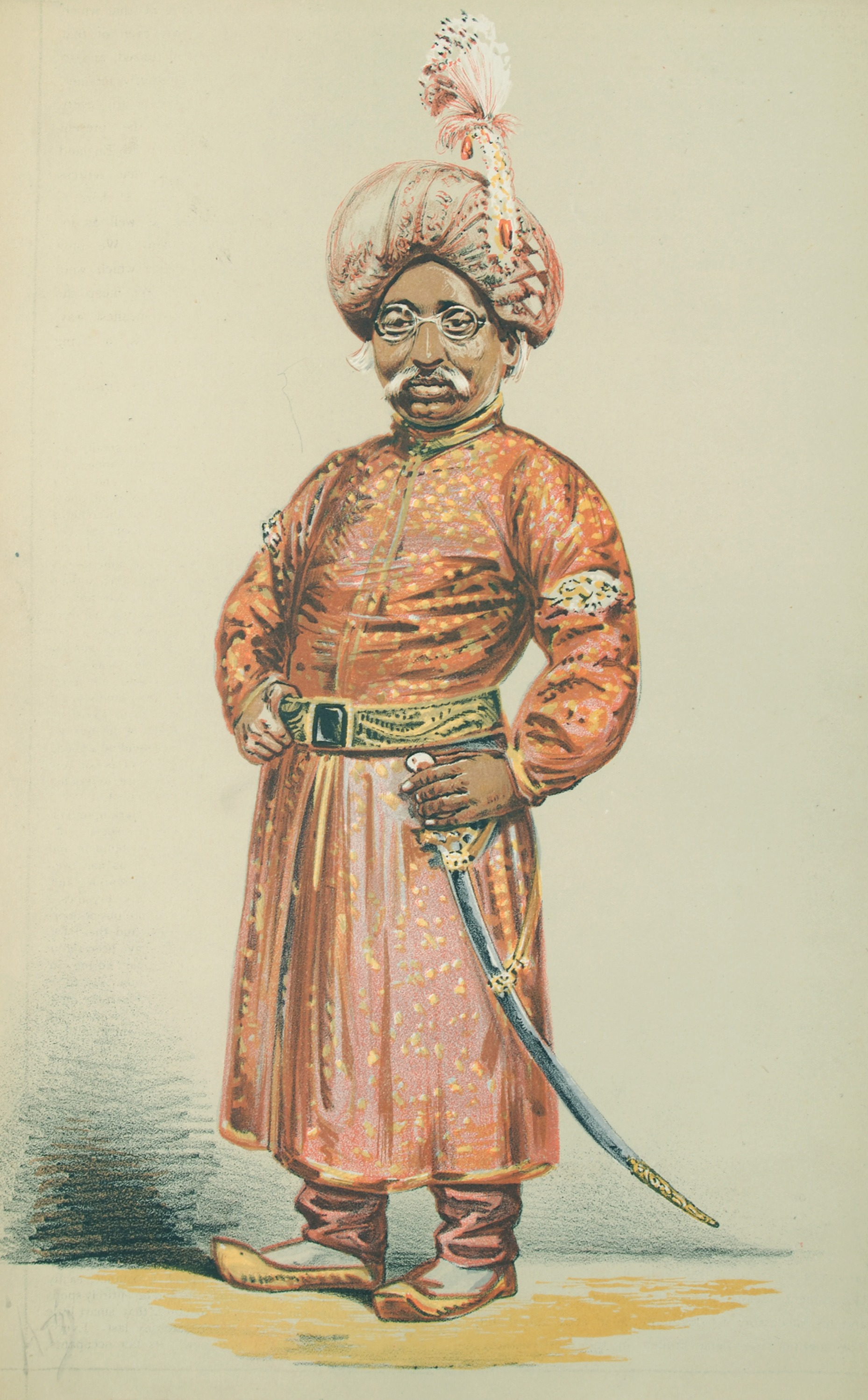
Mansur Ali Khan von Bengalen von Alfred Thompson, Ausgabe vom 16. April 1870
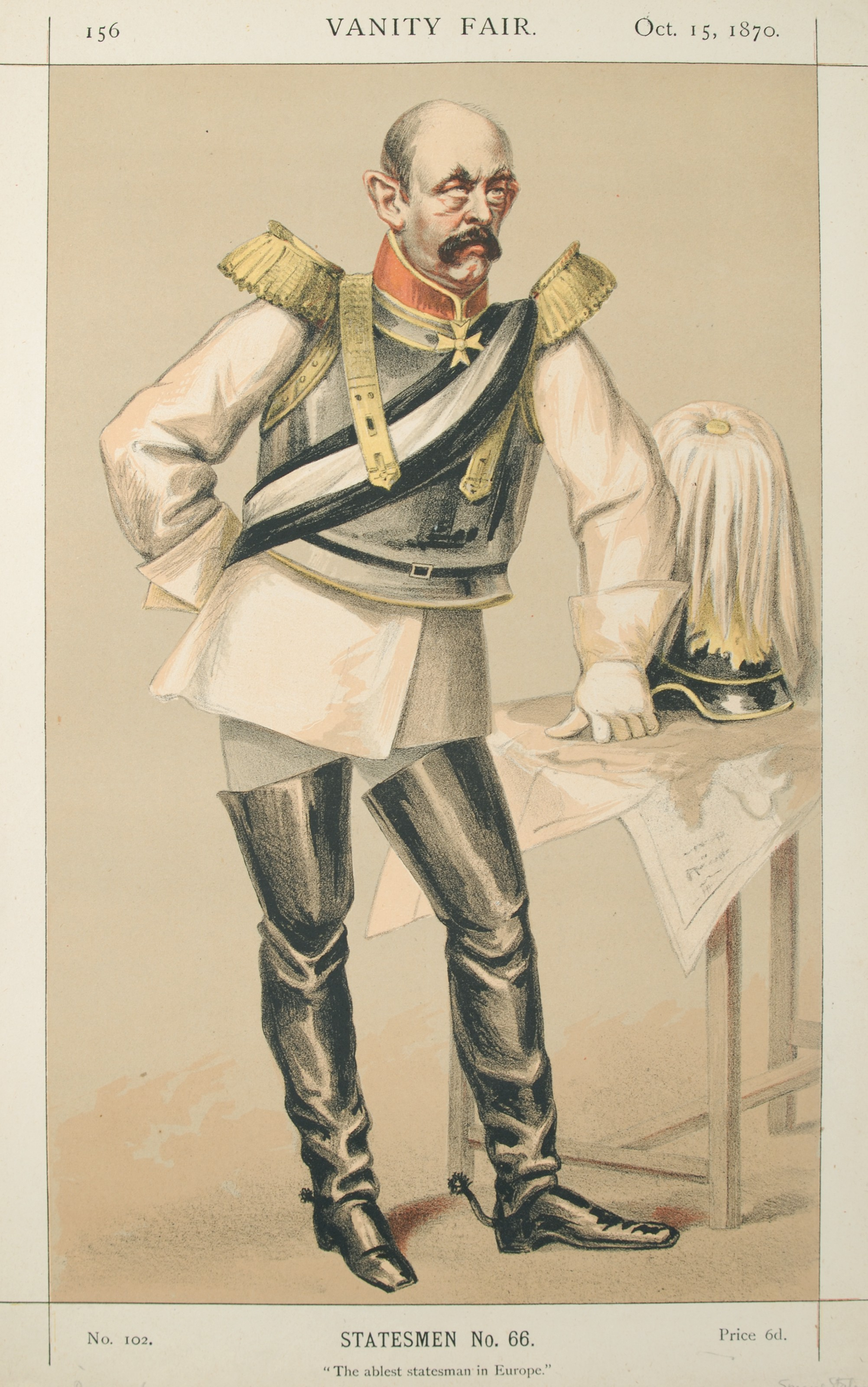
Otto von Bismarck, von James Tissot, Ausgabe vom 15. Oktober 1870
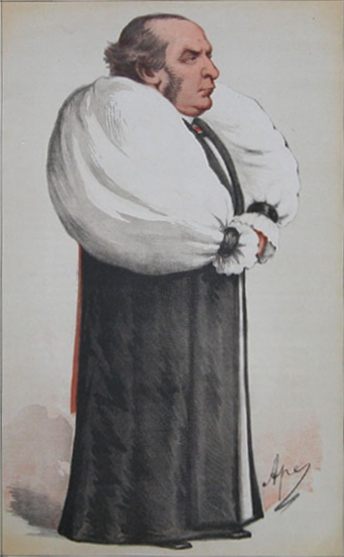
William Thomson (Erzbischof von York) von Carlo Pellegrini, Ausgabe vom 24. Juni 1871
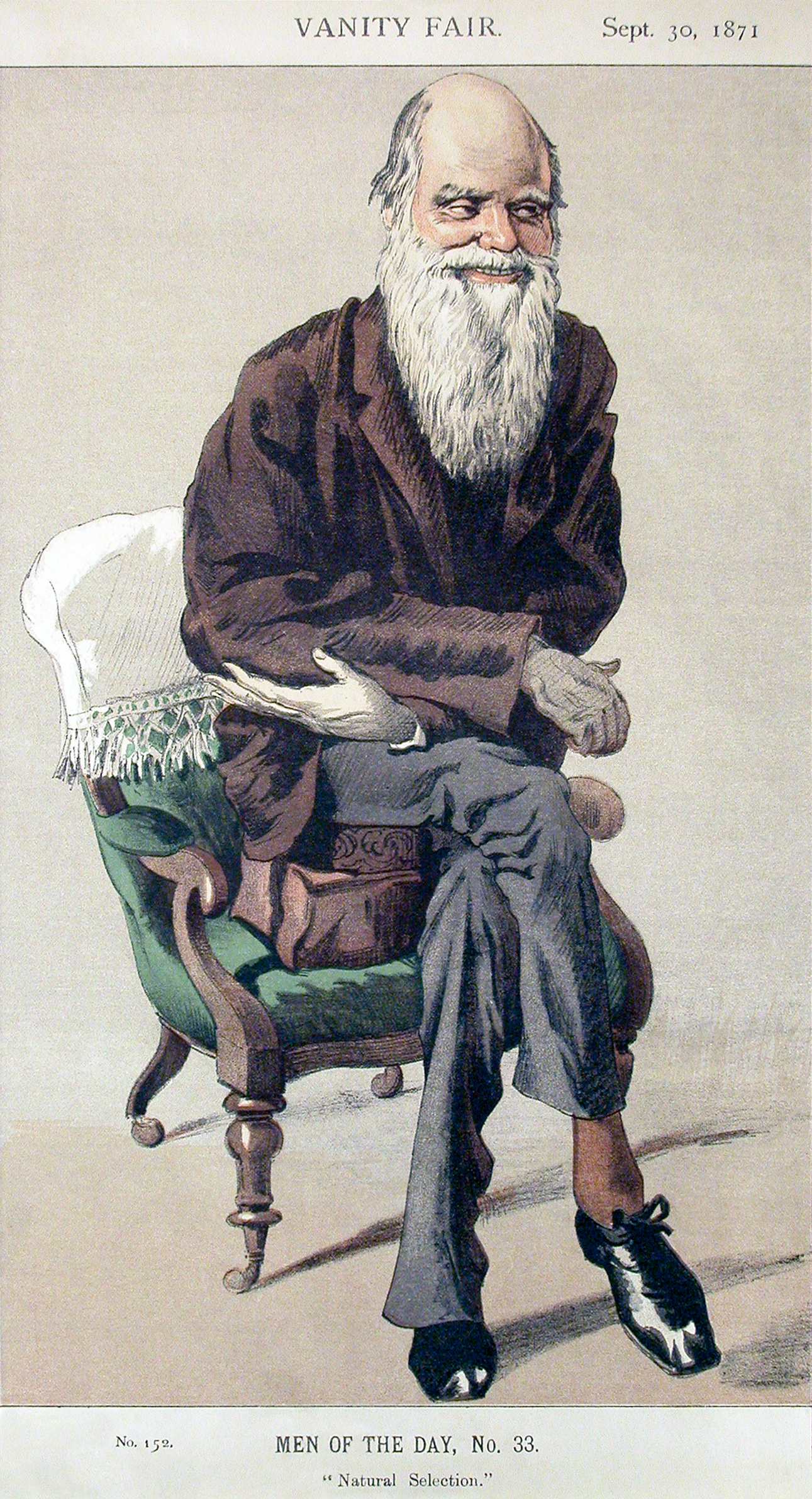
Charles Darwin von Carlo Pellegrini, Ausgabe vom 30. September 1871
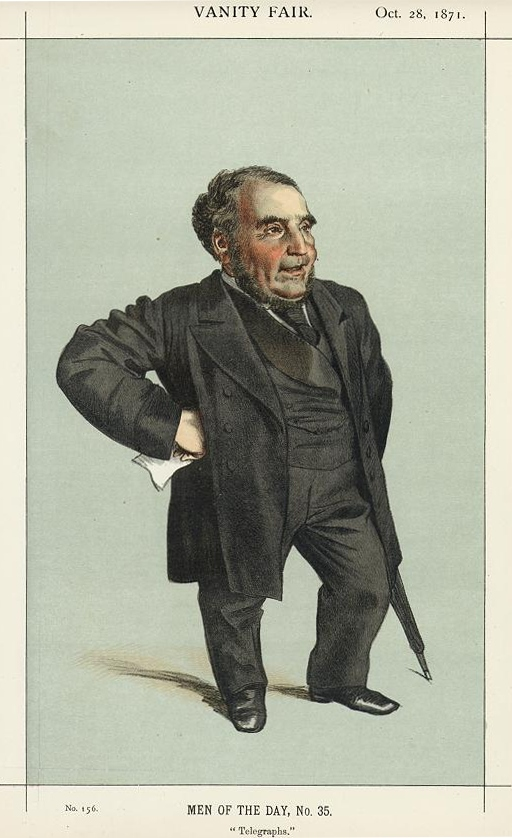
John Pender, Ausgabe vom 28. Oktober 1871
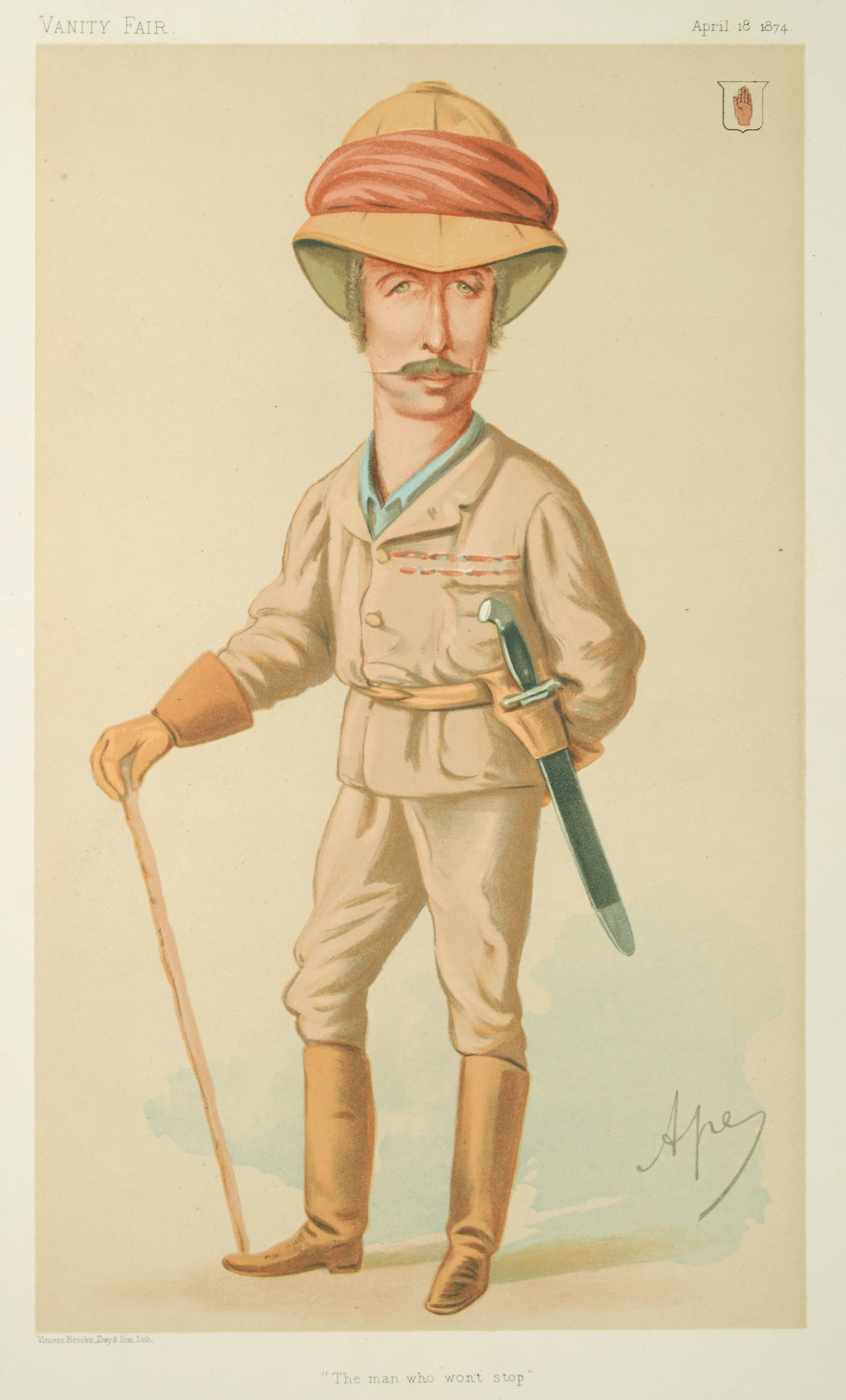
Garnet Wolseley als Men of the Day nach dem Aschanti-Krieg, Ausgabe vom 18. April 1874
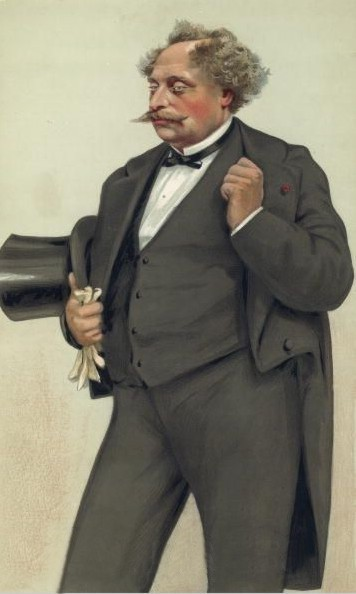
Alexandre Dumas von Théobald Chartran, Ausgabe vom 27. Dezember 1879
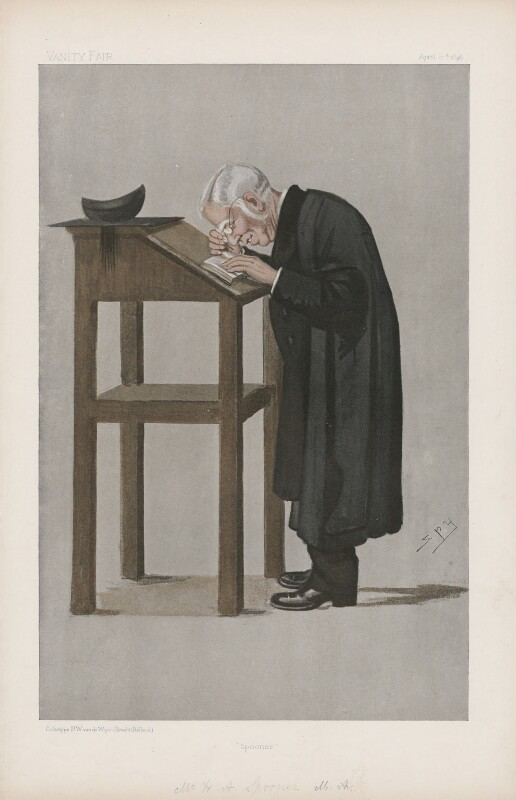
William Spooner (Namensgeber des Spoonerismus) von Leslie Ward, Ausgabe vom 4. April 1898
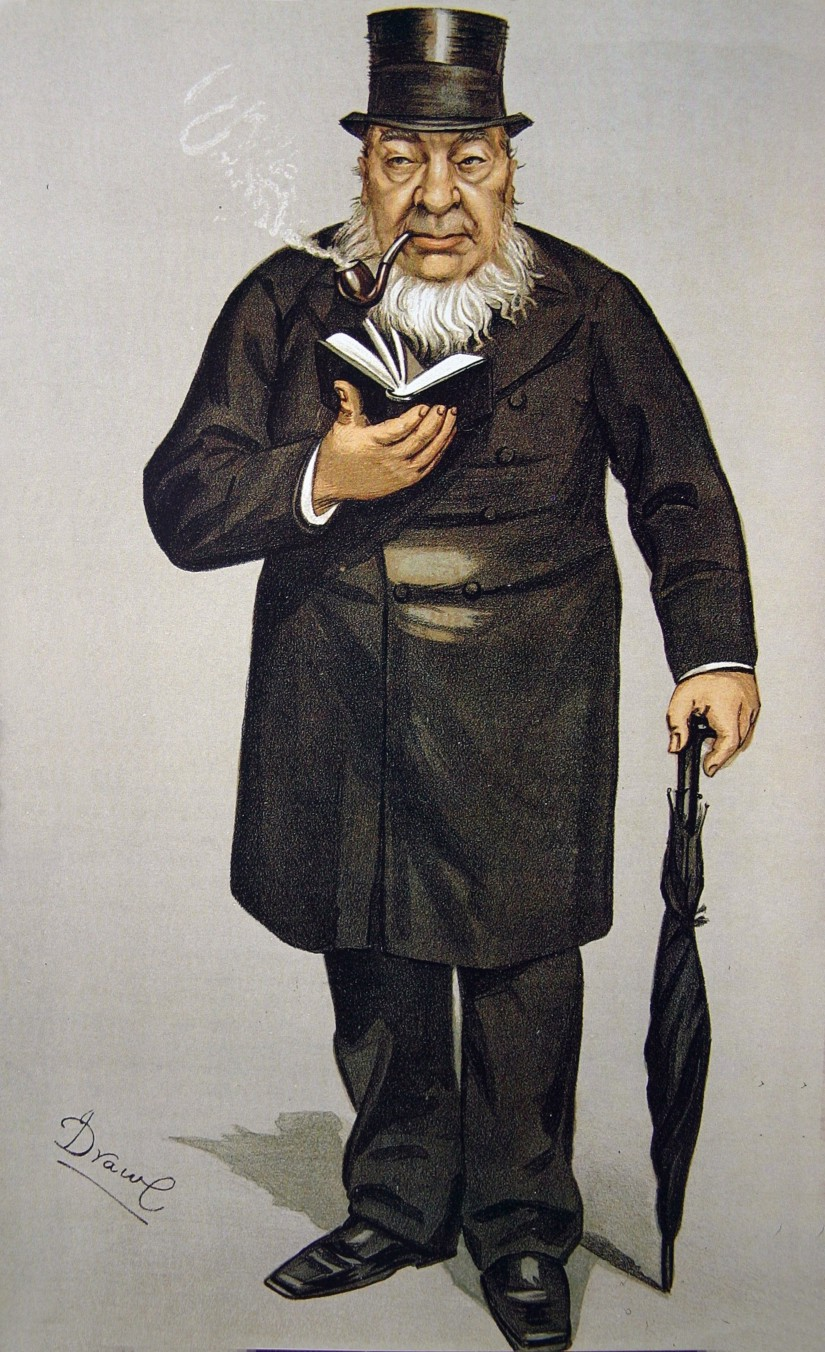
Paul Kruger von Leslie Ward, Ausgabe vom 8. März 1900